# These are the days (Saybia)
These are the days is het tweede studioalbum van de Deense band Saybia, uitgebracht op 13 september 2004.

## Tracklist
1. Brilliant sky
2. Bend the rules
3. I surrender
4. Guardian angel
5. We almost made it
6. Soul united
7. Flags
8. The haunted house on the hill
9. Stranded
10. It's ok love
11. Untitled 1

1 Untitled is niet aangegeven op de hoes van het album en is een verborgen nummer. Het duurt meer dan zeventien minuten en bevat weinig zang en een steeds terugkerende melodie.

## Singles
Brilliant sky, I surrender, Guardian angel en Bend the rules zijn op single uitgebracht met de volgende nummers.

### Brilliant Sky
1. Brilliant sky
2. Soul united (live)
3. It's ok love (live)

### I Surrender
1. I surrender
2. You & me
3. Får drømmen aldrig fred
4. I surrender (video)

### Bend The Rules
1. Bend the rules
2. Snake tongued beast (live)
3. Don't break me (live)

### Guardian Angel
1. Guardian angel
2. The day after tomorrow (live)
3. Worst case scenario (live)
4. The haunted house on the hill (live)